# 国森古墳
国森古墳（くにもりこふん）は、山口県熊毛郡田布施町川西にある古墳。形状は方墳。山口県指定史跡に指定され、出土品は山口県指定有形文化財に指定されている。

## 概要
山口県南東部、田布施川下流域の田布施丘陵上に築造された古墳である。1987年（昭和62年）に発掘調査が実施されている。
墳形は東側に張り出し部を付す方形で、南北約27.5メートル・東西約30メートル・高さ約4メートルを測り、張り出し部は長さ約4メートル・高さ約1メートルを測る。墳丘外表では葺石が認められるが、埴輪は認められていない。また墳丘周囲の東側裾部・西側裾部には区画溝が認められている。埋葬施設は木棺の直葬で、木棺の主軸を南北方向とする（北頭位か）。調査では棺の内外から銅鏡1面・鉄製武器類・鉄製工具類といった多数の副葬品が出土している。
築造時期は、古墳時代前期の4世紀初頭頃と推定される。山口県内では最古級の古墳であるとともに、当時は各地で畿内ヤマト王権の影響下で竪穴式石室・三角縁神獣鏡を伴う定型化した前方後円墳が築造される時期であるが、本古墳ではその要素を欠いており、定型化した前方後円墳が築造される以前の古墳として重要視される。
古墳域は1988年（昭和63年）に山口県指定史跡に指定され、同日に出土品が山口県指定有形文化財に指定されている。

## 遺跡歴
- 1972年（昭和47年）、分布調査で所在確認[2]。
- 1978年（昭和53年）、地形測量図作成。山口県東部では初例の方墳の可能性が浮上[2]。
- 1979年（昭和54年）、試掘調査（山口県教育委員会・田布施町教育委員会）[2]。
- 1987年（昭和62年）、発掘調査（山口県埋蔵文化財センター・田布施町教育委員会、1988年に報告）。
- 1988年（昭和63年）11月25日、山口県指定史跡に指定、出土品が山口県指定有形文化財に指定[1][4]。

## 埋葬施設
埋葬施設としては木棺が直葬されている。木棺を埋納する墓壙は墳丘頂部やや東寄りにおいて2段掘りで構築される。墓壙の1段目は長さ8.6メートル・幅6.0メートル・深さ約0.1-0.3メートルの隅円長方形、2段目は長さ5.8メートル・幅2.6メートル・深さ1.3-1.4メートルの隅円長方形である。床面には粘土床を形成し、その上面中央の木棺推定範囲において朱が認められる。
墓壙の内部に据えた木棺は、その主軸を墳丘南北軸から西に振る。木棺自体は現存しないが、粘土床の上面は平坦面であることから、箱形の形状と推定される。木棺の内外からは多数の副葬品が出土している。副葬品の配置からは北頭位であったと推定される。

## 出土品

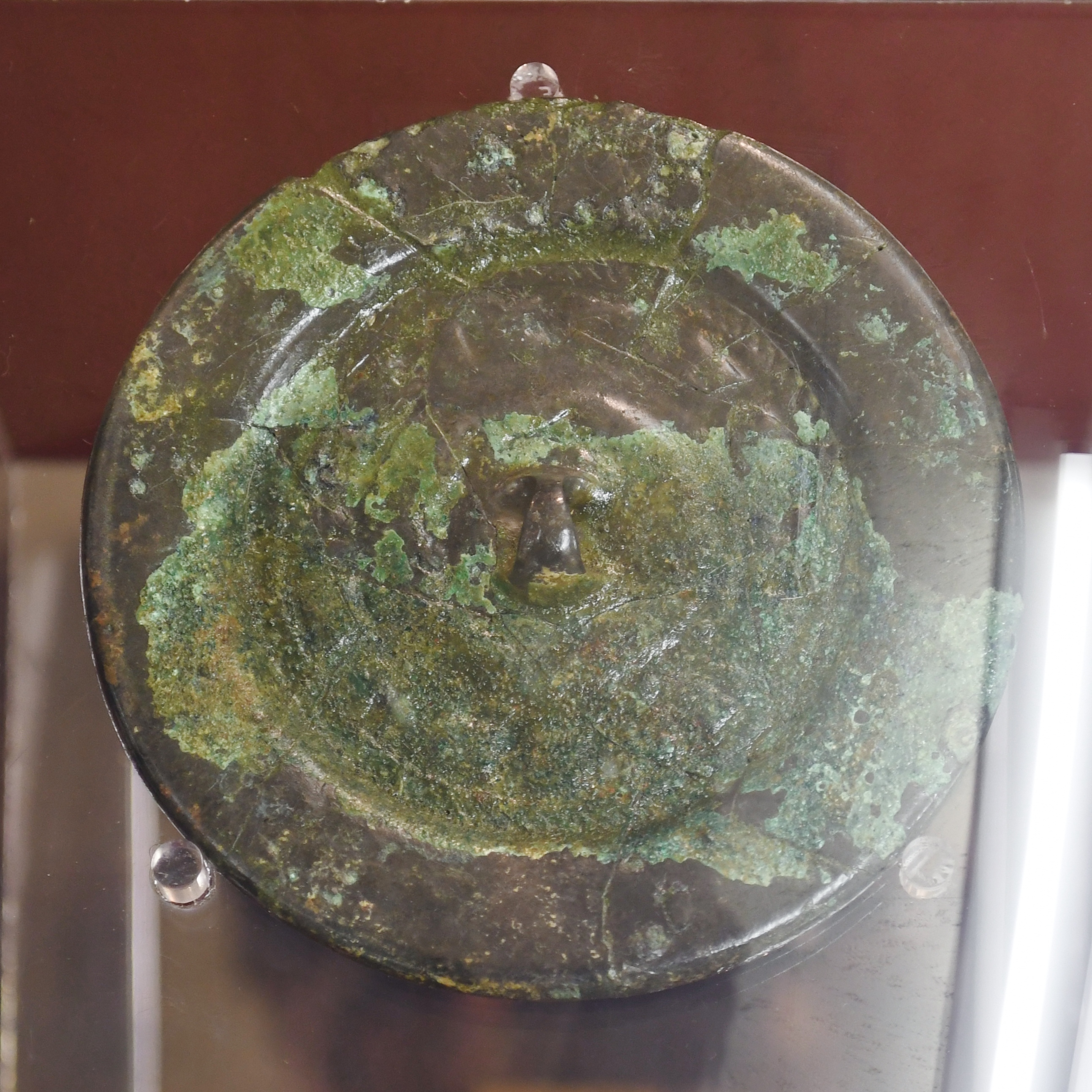
連弧文昭明鏡田布施町郷土館展示。

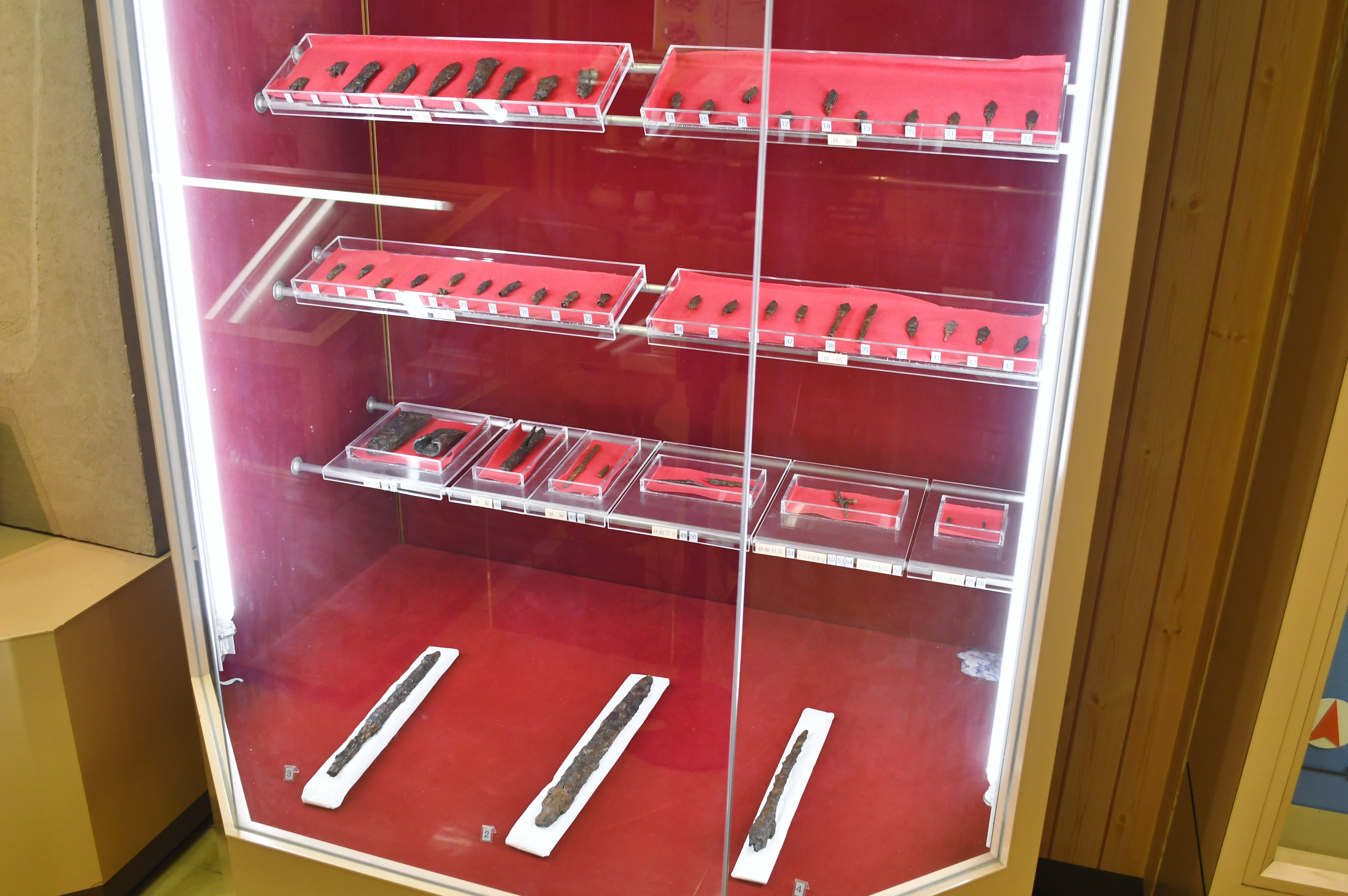
鉄製品田布施町郷土館展示。

1987年（昭和62年）の発掘調査で確認された埋葬施設の副葬品は次の通り。
- 棺内
  - 銅鏡 1 - 連弧文昭明鏡。
  - 鉄剣 1
  - 鉄槍 1
  - 鉄鏃 39
  - 鉄斧 2
  - 鉄鑿 1
  - 鉄鉇 2
  - 鉄削刀子 3
  - 簎状鉄製品 5
  - 針状鉄製品 1
- 棺外
  - 鉄矛 1

副葬品の様相としては、鉄製武器を大半として次いで鉄製工具が多いが、それに対して鉄製農具・玉類を欠く点が注意される。

## 文化財

### 山口県指定文化財
- 有形文化財
  - 国森古墳出土品（考古資料） - 内訳は以下。田布施町郷土館保管。1988年（昭和63年）11月25日指定[4]。
    - 銅鏡
    - 鉄剣
    - 鉄槍
    - 鉄矛
    - 鉄鏃
    - 鉄斧
    - 鉄鑿
    - 鉄カ
    - 鉄削刀子
    - 箝状鉄製品
    - 針状鉄製品
- 史跡
  - 国森古墳 - 1988年（昭和63年）11月25日指定[1]。

## 関連施設
- 田布施町郷土館（田布施町下田布施） - 国森古墳の出土品を展示。

## 関連文献
（記事執筆に使用していない関連文献）
- 山口県埋蔵文化財センター 編『国森古墳』田布施町教育委員会、1988年。
- 『田布施町史』田布施町、1990年。